# Brachymeria columbiana
Brachymeria columbiana is een vliesvleugelig insect uit de familie bronswespen (Chalcididae). De wetenschappelijke naam is voor het eerst geldig gepubliceerd in 1885 door Howard.